# Okzipitalneuralgie
Die Okzipitalneuralgie oder Occipitalis-Neuralgie, genannt auch C2-Neuralgie , ist eine Neuralgie (Nervenschmerz) der drei Occipitalis-Nerven, also des Nervus occipitalis major, des Nervus occipitalis minor oder des Nervus occipitalis tertius.
Im Französischen wird sie als Névralgie d'Arnold bezeichnet, nach dem Erstbeschreiber der beteiligten okzipitalen Nerven, dem deutschen Anatom Friedrich Arnold (1803–1890).

## Symptome
Die Okzipital-Neuralgie äußert sich durch stechende, anfallsartig auftretende Schmerzen, die am Hinterkopf bis hin zum Scheitel auftreten. Die Schmerzen können aber auch dem Verlauf der Nerven folgen und sich in Richtung Stirn, Schädelseite und Schläfenbereich ausbreiten. Typischerweise treten sie einseitig auf, seltener können auch beide Seiten betroffen sein. Die betroffenen Stellen können außerdem Druckschmerz oder Parästhesien (nicht schmerzhafte Empfindung ohne physikalischen Reiz) aufweisen. Oftmals ist die Beweglichkeit des Kopfes schmerzbedingt eingeschränkt.

## Ursachen
Die Ursachen für eine Okzipital-Neuralgie können vielfältig sein. Zum einen können Muskelverspannungen im Nacken oder degenerative Veränderungen, wie Osteoarthritis dafür sorgen, dass einer oder mehrere der Nerven gereizt werden und so Schmerzen auftreten. Zum anderen können Traumata, Gicht, Diabetes, Entzündungen der Blutgefäße, Infektionen oder seltener Raumforderungen im Bereich der oberen Halswirbelsäule, die zum Beispiel als Folge eines Tumors entstehen können, für die Schmerzen verantwortlich sein. In den meisten Fällen lässt sich aber keine genaue Ursache feststellen.

## Therapie
Um die Schmerzen zu vermindern, werden zunächst entzündungshemmende, möglichst magenschonende, langwirkende und peripher wirkende Schmerzmittel eingesetzt. Sind die Schmerzen in schweren Fällen dann immer noch zu stark, müssen „zentrale Schmerzmittel“ verwendet werden, die direkt in Gehirn und Rückenmark wirken. Die Schmerzmittel werden aber nicht längerfristig eingesetzt, um Gewöhnungseffekte oder gar eine Abhängigkeit zu vermeiden. In Kombination mit schmerzdistanzierenden Antidepressiva kann die Dosis der Schmerzmittel auch verringert werden. Alternativ kann man zur Bekämpfung der Schmerzen auch örtliche Betäubungsmittel verwenden, die dann unter Umständen mehrere Male täglich oder mit einem Katheter kontinuierlich injiziert werden müssen.
Um Verspannungen der Muskulatur zu lösen, kann auch auf die physikalische Therapie (Wärme- und Kälteanwendungen, Massagen) und auf Muskelrelaxanzien zurückgegriffen werden.
Wenn konservative Maßnahmen versagen, kann eine mikrochirurgische Neurolyse bzw. Nervendekompression durchgeführt werden, bei der versucht wird, den Druck auf den Nerven chirurgisch zu beseitigen. Allerdings muss der potentielle Nutzen einer solchen Maßnahme sorgfältig gegen die möglichen Risiken abgewogen werden.
Ein weiteres Verfahren, das aber nicht etabliert ist, ist die Anwendung einer Kältesonde Kryosonde (englisch cryoprobe) in der Nähe der Okzipitalnerven um eine Kryoneurolyse (Nervenvereisung) durchzuführen.